# Juraj Dalmatinac
Juraj Dalmatinac ali Giorgio da Sebenico (liter. 'Jurij iz Sebenica') ali Giorgio Orsini (liter. 'Juraj Dalmatinec'; okoli 1410 – 10. oktober 1473) je bil beneški kipar in arhitekt iz Beneške Dalmacije (ki je deloval predvsem v Sebenico, zdaj Šibenik, Hrvaška) in v mestu Ancona, takrat pomorska republika.

## Življenje
Juraj Dalmatinac se je rodil v rimski plemiški družini Orsini v dalmatinskem mestu Zara (danes Zadar, Hrvaška), ki je bilo del Beneške republike.
V mladosti je emigriral v Benetke, kjer se je verjetno izučil za kiparja v delavnici Giovannija in Bartolomea Bona  ali pa vsaj sodeloval z njimi kot samostojni sodelavec. Brez izkušenj z večjimi deli ne bi dobil velike odgovornosti iz šibeniške pogodbe iz leta 1441 in so mu v okviru Bonove delavnice pripisali različne ohranjene skulpture v Benetkah, vključno z okrasjem na Porta della Carta Doževe palače. Anne Markham Schultz zavrača vse prejšnje predloge kot slogovno nezdružljive, ampak namesto tega predlaga relief svetega Marka, ustoličenega med člani bratovščine svetega Marka v luneti nad glavnim vhodom v Scuola Grande di San Marco, ki jo datira v 1437-1438 in najde po slogu blizu Jurajevim kasnejšim delom v Šibeniku in drugod. Ker je njegov slog tukaj malo podoben drugim Bonovim, meni, da je najverjetneje, da je z njimi delal že kot mojster, ki se je izšolal drugje. Verjame, da njegov osebni slog ponuja le nekaj namigov o tem, kje bi to lahko bilo.
Leta 1441, ko je še živel v Benetkah, je bil Juraj poklican v Šibenik, da bi prevzel gradnjo šibeniške stolnice svetega Jakoba. Preselil se je do konca avgusta in leta 1443  dobil naziv mojstra pod pogojem, določenim v pogodbi s prokuristom stolnice, da bo tam prebival najmanj šest let. 1. septembra 1446 je privolil v podaljšanje pogodbe kot glavni arhitekt za nadaljnjih deset let. Juraj je dobil dovoljenje, da ostane v Benetkah dva meseca vsaki dve leti, pod pogojem, da tam ne dela, razen v svoji hiši. Stolnico je delal od 1441 do 1473, čeprav prekinjeno, ker so bila dela večkrat prekinjena zaradi pomanjkanja sredstev in verjetno zaradi požara.
V Benetkah se je poročil z Elisabetto Da Monte (hčerko Gregoria da Monteja, beneškega mizarja), ki mu je za doto prinesla nekaj hiš v Benetkah. Po letu 1450 je deloval v Anconi in Sebenico (Sodobni Šibenik), v Dubrovniku pa je bil med junijem 1464 in novembrom 1465, večinoma delal na utrdbah. V Rim je odpotoval v letih 1470–1471.[1] Domneva se, da je umrl v Šibeniku 10. oktobra 1473.
Domneva se, da so njegovi potomci naseljevali Šibenik vse do konca 17. stoletja.

## Delo
Njegovo delo predstavlja zlato dobo dalmatinske srednjeveške umetnosti. Bil je eden glavnih umetnikov jadranske renesanse, ki je bila v poznem 15. stoletju razširjena težnja v Benetkah, Dalmaciji in na nekaterih lokacijah italijanske jadranske obale, kot je Ancona. Kot pravi Stanko Kokole, »čeprav je njegov slog trdno temeljil na beneški poznogotski tradiciji, je Juraja navdušila florentinska renesansa, katere vpliv je očiten v njegovih likovnih skulpturah«. Vplive in izposoje mnogih florentinskih kiparjev, vključno z Donatellom, Ghibertijem, Luco della Robbio, Niccolò Pizzolom, Antoniom del Pollaiuolom in Jacopom della Quercia, je mogoče zaznati v različnih delih.
Njegov najlepši dosežek ostaja šibeniška stolnica svetega Jakoba, za katero je bil od 1441 do 1473 glavni arhitekt. Celotna stavba je bila zgrajena izključno iz istrskega apnenca, v stavbi pa ni bil uporabljen les ali opeka. Stavba predstavlja po celotnem obodu živo mejo, sestavljeno iz 72 kamnitih glav. Na vrh te žive meje, natančno na severni strani, je Juraj dodal dva angela; na bazo tega dela je umetnik vgraviral svoj podpis. Naloga, ki je bila pred njim, je bila sezidanje kora, katerega temelji niso bili postavljeni, dvig in streha ladje, ki je bila le dokončana do vrha ladijskih obokov, in prekrivanje križnega kvadrata z lanterno ali kupolo. Žal je pomanjkanje finančnih sredstev in požar upočasnilo izvedbo gradnje. Od 1. julija 1477 je delo na šibeniški stolnici svetega Jakoba nadaljeval toskanski arhitekt Niccolò di Giovanni Fiorentino.
V Splitu je zgradil več palač. Leta 1448 je v stolnici svetega Dujma vklesal kamnit oltar z izjemnim prikazom Kristusovega bičanja. V Dubrovniku je v letih 1464 in 1465 pomagal pri popravljanju Knežje palače in gradnji trdnjave Minčeta. Izkazal se je tudi kot urbanist. Okoli leta 1450 je izdelal urbanistični načrt za Pag in prispeval k projektu in gradnji pelješkega obzidja. Bil je hkrati kipar, arhitekt in urbanist in s tem pokazal svojo pripadnost kulturni klimi in usmeritvi renesanse.
V Italiji je deloval v Anconi, kjer je zgradil Loggia dei Mercanti, portal cerkve San Francesco alle Scale in portal Sant'Agostino. V njegovi karieri je renesančni slog postopoma zamenjal gotiko, v skladu z evropsko težnjo v 15. stoletju, da je gotika postala bolj dodelana in sofisticirana, pri čemer se je rodil poznogotski slog, znan v Benetkah kot Gotico Fiorito in Flamboyant v Franciji.
Med njegovimi učenci sta najbolj znana Andrea Alessi in Radmillo Allegretti, katerih dela so v Cattaru in Zadru.
- Detajl oltarja v stolnici sv. Domnija, Split, Hrvaška
- Šibeniška stolnica
- Šibeniška stolnica
- Šibeniška stolnica
- Notranjost Šibeniške stolnice
- Loggia dei Mercanti, Ancona
- Grb Ancone, Loggia dei Mercanti, Ancona
- Loggia dei Mercanti, Ancona
- Cerkev San Francesco alle Scale, Ancona
- Cerkev San Francesco alle Scale, Ancona
- Cerkev San Francesco alle Scale, Ancona
- Cerkev San Francesco alle Scale, Ancona
- Cerkev Sant'Agostino, Ancona
- Stolp Minčeta, Dubrovnik
- Rektorjeva palača, Dubrovnik
- Rektorjeva palača

## Ime
Ob vznožju dveh renesančnih puttov ob severni apsidi šibeniške stolnice sv. Jakoba se je umetnik podpisal v latinščini: »hoc opus cuvarum fecit magister Georgius Mathaei Dalmaticus«, in na pogodbi iz leta 1441 podpisal : »Georgius lapicida quondam Mathei de Jadra Civis Sibenicenis« (prev. Georgius kipar sin Matheusa iz Zadra, šibeniški meščan). To so le znani podpisi umetnika.
Sklicevanja na umetnika so najpogostejša pod imenom Giorgio da Sebenico in kot Giorgio Orsini, zlasti v italijanskih virih  ali v starejših angleških virih. Omenjajo ga tudi kot »Giorgio Dalmatico« ali kot »Juraj Dalmatinac«. Redko je uvrščen med hrvaške kiparje v angleških virih. Na Hrvaškem je znan pod hrvaškim imenom Juraj Matejev Dalmatinac. Priimka Orsini umetnik nikoli ni uporabljal, posvojil pa ga je njegov sin po očetovi smrti.<ref>F. A. Galvani, Il re d'armi di Sebenico con illustrazioni storiche, Venice, Dr. v. P. Naratovich, 1884, p. 160, n. 2</ref